# Johan Teodor Hedlund
Johan Teodor Hedlund (Frötuna, 26 de noviembre de 1861-Upsala, 26 de marzo de 1953) fue un botánico sueco, especialista en micología, profesor de ambas ciencias en Lund. 
Estudió en la Universidad de Upsala.
En 1904 fue nombrado profesor de botánica y zoología en el Instituto Agrícola de Alnarp, en el que permaneció hasta 1927.

## Publicaciones

### Libros
- johan teodor Hedlund. 1936. Våra vallgräs: med särskild hänsyn till deras näringsupptagande (El césped: con especial referencia a su absorción nutricional). Editor Almqvist & Wiksell, 124 pp.
- ----------------------------------. 1921. Om ämnestransporten i växten (Transporte de material en la planta)
- ----------------------------------. 1920. Vilka äro villkoren för tillväxten hos stråsäd och vad är slidsjuka? (¿Cuáles son las condiciones para el crecimiento de grano?). Editor Förf. 76 pp.
- ----------------------------------. 1901. Om Ribes rubrum L. s. l. 116 pp.
- ----------------------------------. 1900. Monographie der Gattung Sorbus. Volumen 35 de Kongl. Svenska vetenskaps-akademiens handlingar. Editor Nordstedt, 147 pp.
- ----------------------------------. 1892. Kritische Bemerkungen über einige Arten der Flechtengattungen (Comentarios críticos sobre algunas especies de especies de líquenes) Lecanora (Ach.), Ledidea (Ach.) und Micarea (Fr.). Editor Norstedt, 104 pp.

## Honores
Miembro de
- 1914: de la Academia de Agricultura

## Eponimia
Especies fanerógamas
- (Rosaceae) Pyrus hedlundii Lacaita[3]
- (Rosaceae) Sorbus hedlundii C.K.Schneid.[4]